# Euploea andamanensis
Euploea andamanensis är en fjärilsart som beskrevs av Atkinson 1874. Euploea andamanensis ingår i släktet Euploea och familjen praktfjärilar. IUCN kategoriserar arten globalt som sårbar. Inga underarter finns listade i Catalogue of Life.